# Mesaío
Mesaío är en ort i Grekland.   Den ligger i prefekturen Nomós Thessaloníkis och regionen Mellersta Makedonien, i den norra delen av landet, 300 km norr om huvudstaden Aten. Mesaío ligger 132 meter över havet och antalet invånare är 427.
Terrängen runt Mesaío är kuperad åt sydost, men åt nordväst är den platt. Runt Mesaío är det ganska tätbefolkat, med 214 invånare per kvadratkilometer. Närmaste större samhälle är Thessaloníki, 17,7 km söder om Mesaío. Trakten runt Mesaío består till största delen av jordbruksmark.